# لوچانو سپینوسی
لوچانو سپینوسی (به ایتالیایی: Luciano Spinosi) بازیکن فوتبال و اهل ایتالیا است که از سال ۱۹۷۱ میلادی عضو تیم ملی فوتبال ایتالیا بوده و در ۱۹ بازی ملی حضور داشته‌است. او در بازی‌های ملی‌اش ۱ گل به ثمر رساند.
لوچانو سپینوسی آخرین بازی ملی خود را در سال ۱۹۷۴ میلادی انجام داد.